# Oonopsis
Oonopsis es un género de plantas con flores perteneciente a la familia  Asteraceae. Comprende 7 especies descritas y solo 4 aceptadas.

## Taxonomía
El género fue descrito por (Nutt.) Greene y publicado en Pittonia 3(14B): 45–46. 1896.

## Especies seleccionadas
A continuación se brinda un listado de las especies del género Oonopsis aceptadas hasta junio de 2012, ordenadas alfabéticamente. Para cada una se indica el nombre binomial seguido del autor, abreviado según las convenciones y usos.
- Oonopsis engelmannii (A.Gray) Greene
- Oonopsis foliosa Greene
- Oonopsis multicaulis (Nutt.) Greene
- Oonopsis wardii (A.Gray) Greene